# Словенија на Европском првенству у атлетици у дворани 2019.
Словенија је учествовала на 35. Европском првенству у дворани 2019 који се одржао у Глазгову, Шкотска, од 1. до 3. марта. Ово је било тринаесто Европско првенство у дворани од 1994. године од када Словенија редовно учествује самостално под овим именом. Репрезентацију Словеније представљало је 8 спортиста (3 мушкарца и 5 жена) који су се такмичили у 8 дисциплина (3 мушке и 5 женских).
На овом првенству представници Словеније нису освојили ниједну медаљу. У табели успешности према броју и пласману такмичара који су учествовали у финалним такмичењима (првих 8 такмичара) Словенија је са 2 учесника у финалу делила је 26. место са 8 бодова.
| Пл.  | Земља     | 1. место | 2. место | 3. место | 4. место | 5. место | 6. место | 7. место | 8. место | Бр. фин. - Бод. |
| ---- | --------- | -------- | -------- | -------- | -------- | -------- | -------- | -------- | -------- | --------------- |
| =26. | Словенија | –        | –        | –        | 1 – 5    | –        | 1 – 3    | -        | –        | 2 - 8           |

## Учесници
| Мушкарци: - Лука Јанежич — 400 м - Жан Рудолф — 800 м - Филип Јакоб Демшар — 60 м препоне | Жене: - Маја Михалинец — 60 м - Анита Хорват — 400 м - Маруша Мишмаш — 1.500 м - Маруша Черњул — Скок увис - Тина Шутеј — Скок мотком |  |

## Резултати

### Мушкарци
| Атлетичар          | Дисциплина   | Лични рекорд | Квалификације | Квалификације | Полуфинале            | Полуфинале            | Финале                | Финале       | Детаљи |
| Атлетичар          | Дисциплина   | Лични рекорд | Резултат      | Место         | Резултат              | Место                 | Резултат              | Место        | Детаљи |
| ------------------ | ------------ | ------------ | ------------- | ------------- | --------------------- | --------------------- | --------------------- | ------------ | ------ |
| Лука Јанежић       | 400 м        | 46,02 НР     | 46,88 КВ      | 1. у гр. 1    | 46,60 КВ              | 2. у гр. 1            | 46,15                 | 4 / 21 (22)  |        |
| Жан Рудолф         | 800 м        | 1:46,96 НР   | 1:51,75       | 7. у гр. 5    | Нису се квалификовали | Нису се квалификовали | Нису се квалификовали | 32 / 33 (34) |        |
| Филип Јакоб Демшар | 60 м препоне | 7,88         | 7,96          | 5. у гр. 2    | Нису се квалификовали | Нису се квалификовали | Нису се квалификовали | 24 / 29 (30) |        |

### Жене
| Атлетичарка    | Дисциплина  | Лични рекорд | Квалификације | Квалификације | Полуфинале            | Полуфинале | Финале                | Финале      | Детаљи |
| Атлетичарка    | Дисциплина  | Лични рекорд | Резултат      | Место         | Резултат              | Место      | Резултат              | Место       | Детаљи |
| -------------- | ----------- | ------------ | ------------- | ------------- | --------------------- | ---------- | --------------------- | ----------- | ------ |
| Маја Михалинец | 60 м        | 7,24         | 7,28 КВ, ЛРС  | 2. у гр. 1    | 7,30 КВ               | 2. у гр. 2 | 7,21 ЛР               | 6 / 42 (43) |        |
| Анита Хорват   | 400 м       | 52,22 НР     | 53,53 КВ      | 2. у гр. 1    | 53,37                 | 6. у гр. 3 | Нису се квалификовале | 12 / 37     |        |
| Маруша Мишмаш  | 1.500 м     | 4:08,09      | 4:09,81       | 4. у гр. 1    |                       |            | Нису се квалификовале | 8 / 22 (24) |        |
| Маруша Черњул  | скок увис   | 1,90         | 1,89 кв       | 2. у гр. А    | 1,91 ЛР               | 10 / 26    |                       |             |        |
| Тина Шутеј     | скок мотком | 4,71 НР      | 4,50          | 10.           | Није се квалификовала | 10 / 13    |                       |             |        |